# Pont (Veveyse)

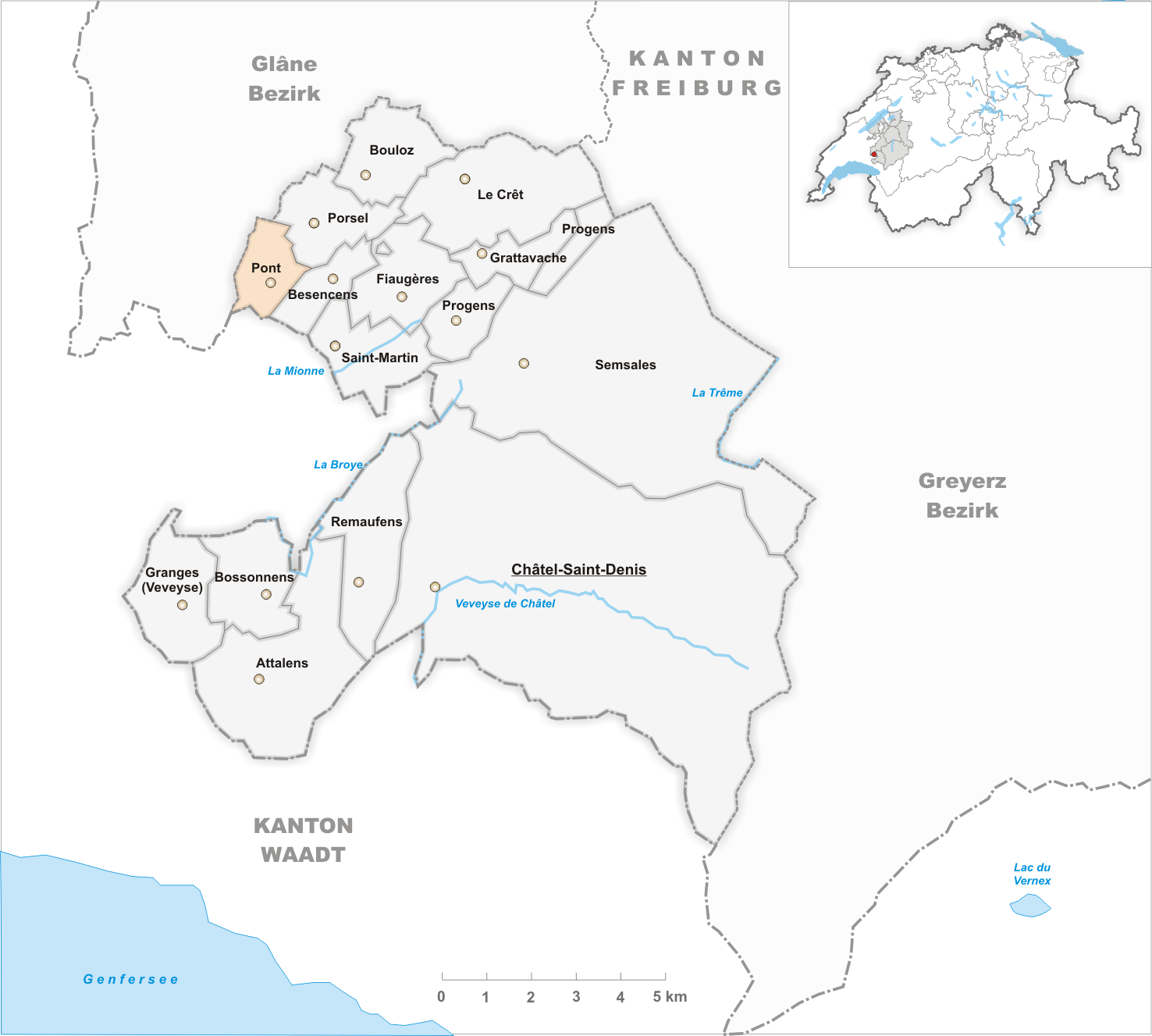
Gemeindestand vor der Fusion am 1. Januar 2004

Pont (Veveyse) (frz. [pɔ̃]; fpr. [(a) pɔ̃/pɑ̃]) ist eine Streusiedlung und früher selbständige politische Gemeinde im Vivisbachbezirk des Schweizer Kantons Freiburg. Seit 2004 gehört Pont zur durch die Vereinigung mit  Porsel und Bouloz neugeschaffenen Gemeinde Le Flon.

## Geographie
Pont (Veveyse) liegt auf 750 m ü. M., acht Kilometer nordnordwestlich des Bezirkshauptortes Châtel-Saint-Denis (Luftlinie). Die Streusiedlung erstreckt sich in der Talniederung des Flon, östlich des oberen Broyetals, im Molassehügelland des südwestlichen Freiburger Mittellandes. Die ehemalige Gemeindefläche betrug rund 2,2 km². Das Gebiet umfasste einen Abschnitt der Talsenke des Flon und seines rechten Seitenbachs Maflon sowie den dazwischen liegenden Höhenrücken von Porsel (bis 830 m ü. M.).

## Bevölkerung
Mit 186 Einwohnern (2002) zählte Pont (Veveyse) vor der Fusion zu den kleinen Gemeinden des Kantons Freiburg. Zu Pont (Veveyse) gehören der Weiler Perreymartin (802 m ü. M.) auf dem Höhenrücken zwischen Flon und Maflon sowie mehrere Hofsiedlungen und Einzelhöfe.
Einwohnerzahlen: Volkszählungsdaten

## Wirtschaft
Pont (Veveyse) ist noch heute ein vorwiegend durch die Landwirtschaft geprägtes Dorf. Die Viehzucht und die Milchwirtschaft haben eine wichtige Bedeutung in der Erwerbsstruktur der Bevölkerung. In den letzten Jahrzehnten hat sich das Dorf auch zu einer Wohngemeinde entwickelt. Einige Erwerbstätige sind deshalb Wegpendler, die in den Regionen Oron und Romont arbeiten.

## Verkehr
Das Dorf liegt an der Hauptstrasse von Romont nach Oron-la-Ville. Durch die Buslinie der Transports publics Fribourgeois, die von Romont via Oron-la-Ville nach Palézieux-Gare verkehrt, ist Pont (Veveyse) an das Netz des öffentlichen Verkehrs angebunden.

## Geschichte
Der Ortsname, erstmals um die Mitte des 12. Jahrhunderts als Herkunftsbezeichnung belegt (Radulfus de Ponto), bedeutet ‚Brücke, Steg, Bohlenweg über sumpfigen Grund‘. Seit dem Mittelalter war Pont Sitz einer kleinen Herrschaft der Familie Illens, deren Burg sich auf dem Vorsprung nahe der Mündung des Maflon in den Flon befand. Die Herrschaft geriet im 13. Jahrhundert unter den Einflussbereich der Grafen von Savoyen. Als Bern 1536 das Waadtland eroberte, kam Pont (Veveyse) unter die Herrschaft von Freiburg und wurde der Vogtei Rue zugeordnet. Zur gleichen Zeit wurde die Burg verlassen und zerfiel rasch zur Ruine. Nach dem Zusammenbruch des Ancien Régime (1798) gehörte das Dorf während der Helvetik und der darauf folgenden Zeit zum damaligen Bezirk Rue, bevor es 1848 in den Bezirk Veveyse eingegliedert wurde. Pont (Veveyse) besitzt keine eigene Kirche, es gehörte bis 1958 zur Kirchgemeinde Saint-Martin, seither ist es der Pfarrei Porsel angeschlossen.
Im Rahmen der vom Kanton Freiburg seit 2000 geförderten Gemeindefusionen votierten die Stimmberechtigten von Pont (Veveyse) am 10. Juni 2003 mit einer Ja-Mehrheit von 69 % für eine Fusion ihrer Gemeinde mit Porsel und Bouloz. Mit Wirkung auf den 1. Januar 2004 entstand deshalb die Gemeinde Le Flon, die nach dem Bach Flon, der alle drei vorherigen Gemeindegebiete durchquert, benannt wurde.